# Sid Kimpton
Gabriel Sibley Kimpton (Leavesden, Hertfordshire, 1887. augusztus 12. – Leavesden, 1968. február 15.) korábbi angol labdarúgó, vezetőedző.

## Sikerei, díjai

### Menedzserként
- RC Paris
- Francia első osztály bajnoka: 1935–1936
- Francia kupa: 1936[2] 1939[3]